# Улица 20. октобра (Звездара)
| 20. октобар | 20. октобар  |
| ----------- | ------------ |
|             |              |
| Општина     | Звездара     |
| Почетак     | Партизанска  |
| Крај        | Павла Васића |
| Дужина      | 1300 m       |
| Ширина      | 10 m         |
|             |              |
|             |              |
|             |              |

Улица 20. октобра се налази у Малом Мокром Лугу, општина Звездара. Почетак улице је од Партизанске 2, а крај улице је Павла Васића, ранији назив Палих бораца. Улица се протеже у дужини од 1300 метара.

## Историја
Улица је добила назив у спомен борби за ослобођењеБеограда. После три и по године окупације, борбе за ослобођење Београда, познате као Београдска операција, вођене су од почетка октобра 1944. године. Са јединицама НОВЈ учествовале су и јединице Црвене армије. До 14. октобра 1944. године је сломљен спољни појас одбране града. Тог дана су главне југословенско-совјетске снаге прешле у општи напад од Бањице, преко Славије ка Калемегдану, а 12. корпус НОВЈ преко Чукарице ка главној железничкој станици. Непосредне борбе на улицама су трајале пуних шест дана. Поред припадника НОП-а, партизанима и црвеноармејцима су помоћ пружали грађани Београда. Немци су у ноћи између 19. и 20. октобра били принуђени на повлачење преко Саве, а 20. октобра ујутро су завршене последње борбе око Савског моста.

## Суседне улице
- Народног фронта
- 27. марта
- Булевар краља Александра.

## Значајан објекат
Црква Светог Трифуна